# Chris Gueffroy
Chris Gueffroy (Pasewalk, 21 de junho de 1968 – Berlim Leste, 6 de fevereiro de 1989) foi a última pessoa a ser alvejada enquanto tentava escapar para Berlim Ocidental pelo Muro de Berlim. Ele é frequente e erroneamente referenciado como a última pessoa a morrer numa tentativa de cruzar o muro, mas na verdade ele foi o último a ser assassinado, e o penúltimo a morrer numa tentativa de fuga. Winfried Freudenberg morreu na queda de um balão no qual cruzou a fronteira para Berlim Ocidental em 8 de março de 1989.

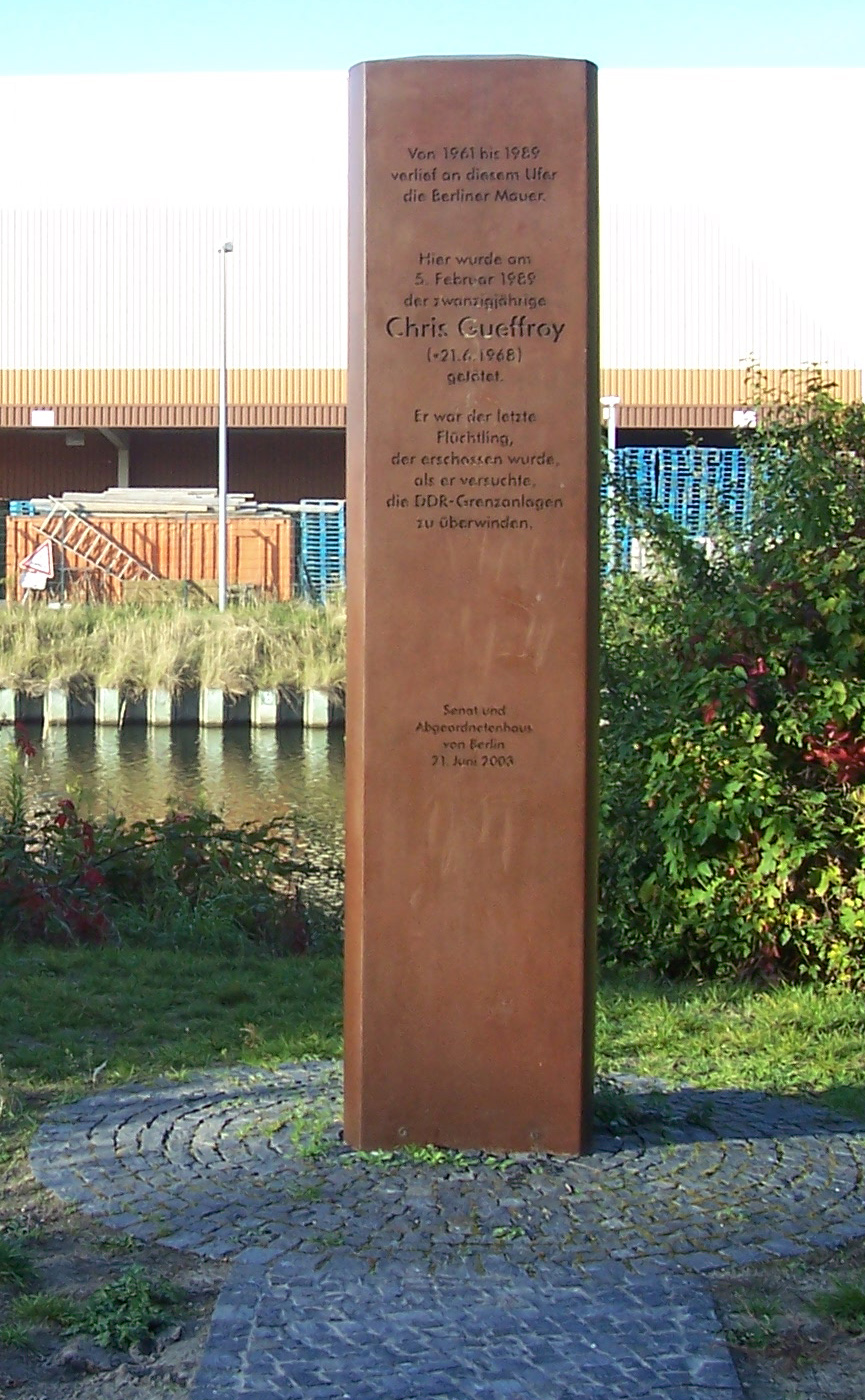
Monumento erigido em 2003 no canal do distrito de Britz, em Berlim

Junto com seu amigo Christian Gaudian, Gueffroy tentou escapar de Berlim Oriental para Berlim Ocidental na noite de 6 de fevereiro de 1989, ao longo do canal do distrito de Britz. Os dois acreditavam que a Schießbefehl, a ordem de atirar em qualquer um que tentasse cruzar o muro, havia sido suspensa. Os dois pulariam o muro com a ajuda de uma escada, mas foram descobertos. Gueffroy foi alvejado no peito por dez tiros e morreu sobre o muro. Gaudian, muito machucado, foi preso e sentenciado em 24 de maio de 1989 a três anos de prisão. Em setembro do mesmo ano ele foi solto e em 17 de outubro transferido para Berlim Ocidental.
Os quatro guardas implicados foram recompensados pelas autoridades da Alemanha Oriental, cada um com um prêmio de 150 marcos. No entanto, com a reunificação, um processo foi aberto em Berlim pela justiça da Alemanha. Dois dos guardas foram liberados em janeiro de 1992, um foi suspenso, enquanto que o principal acusado, Ingo Heinrich, que era responsável pelo tiro mortal no coração, foi condenado a três anos e meio de prisão (penalidade reduzida pelo Tribunal Federal a dois anos com suspensões em 1994).
A tumba de Gueffroy foi vandalizada diversas vezes, provavelmente por comunistas que temiam que ele se tornasse um símbolo. Em 21 de junho de 2003, data em que comemoraria 35 anos, um monumento foi erguido a Gueffroy na margem do canal de Britz. O monumento foi projetado pelo artista berlinense Karl Biedermann.